# Públio Cornélio Cipião Násica Serapião (cônsul em 111 a.C.)
Públio Cornélio Cipião Násica Serapião (m. 111 a.C.; em latim: Publius Cornelius Scipio Nasica Serapio) foi um político da família dos Cipiões da gente Cornélia da República Romana eleito cônsul em 111 a.C. com Lúcio Calpúrnio Béstia. Era filho de Públio Cornélio Cipião Násica Serapião, cônsul em 138 a.C. e pontífice máximo, pai de Públio Cornélio Cipião Násica, pretor em 93 a.C., e avô de Metelo Cipião, cônsul em 52 a.C..

## Carreira
Foi eleito pretor em 118 a.C. e cônsul em 111 a.C. com Lúcio Calpúrnio Béstia e permaneceu na Itália enquanto Béstia seguiu para a Numídia para comandar a Guerra contra Jugurta. Morreu durante seu consulado. Diodoro da Sicília afirma que ele era uma pessoa inacessível e soturna enquanto Cícero o relata como sendo aprazível e de boa oratória, falante de um latim muito puro e com um bom senso de humor.

## Família
Násica Serapião teve dois filhos:
- Públio Cornélio Cipião Násica, nascido em 129 a.C. e casado com Licínia Crassa Maior, filha do orador Lúcio Licínio Crasso Rávila e de sua esposa, Múcia Tércia. Ele morreu durante seu pretorado, em 93 a.C. Com ela, ele teve dois filhos, Públio Cornélio Cipião, rebatizado como Quinto Cecílio Metelo Pio Cipião Násica depois de ser adotado pelo seu tio (ou tio-avô) e primo em segundo grau de seu pai (ou avô), Quinto Cecílio Metelo Pio, e (Lúcio?) Cornélio Cipião, rebatizado Lúcio Licínio Crasso Cipião depois de ter sido adotado pelo seu avô materno, Licínio Crasso.
- Cornélia Cipião, nascida em 125 a.C., casada com um homem chamado "Públio Cornélio Lêntulo ("Publius Cornelius M. f. Lentulus"), com quem teve um filho, Cneu Cornélio Lêntulo ("Gnaeus Cornelius P. f. M. n. Lentulus").